# Datta Gaekwad
Dattajirao Krishnarao („Datta“) Gaekwad (* 27. Oktober 1928 in Baroda, Britisch-Indien; † 13. Februar 2024 in Vadodara, Indien) war ein indischer Cricketspieler, der zwischen 1952 und 1961 für die Indische Nationalmannschaft spielte und zwischenzeitlich ihr Mannschaftskapitän war.

## Kindheit und Ausbildung
Sein Vater stand als Chef des Militärs in Diensten des Maharaja in Baroda. Er begann das Cricketspiel unter Maharaja Pratap Singh Rao Gaekwad. Der Sohn des Maharajas, Fatehsinghrao II. Gaekwad, war als Kind sehr Cricketbegeistert und so ging Gaekwad schon als Kind in den Palast, um mit diesem Cricket zu spielen. Er besuchte unter anderem die Maharani Chimnabhai High School und spielte für diese im Inter-Schulcricket. Unter der Anleitung von Coach C. S. Nayudu wurde er ins Team von Baroda ausgenommen und dort weiter ausgebildet. Nachdem Vijey Hazare 1942 nach Baroda kam beteiligte auch dieser sich an seiner Ausbildung. Nach der Schule wechselte er auf das Baroda College und aufgrund dessen Assoziierung mit der Bombay University spielte er für diese im Inter-University Cricket. Baroda hatte sich zu dieser Zeit in der Spitze des indischen Crickets etabliert und so hatte er es schwer, in die erste Mannschaft zu kommen, konnte aber von den besten indischen Spielern lernen.

## Aktive Karriere
In der Saison 1947/48 debütierte er gegen Kathiawar in der Ranji Trophy. Seinen Durchbruch schaffte er in den folgenden Saisons, unter anderem mit Centuries gegen Mumbai und Gujarat. Die Berufung ins indische Nationalteam erfolgte in 1951, nachdem er im Universitäts-Cricket herausragen konnte. Er wurde für die Tour gegen England 1951/52, kam jedoch nicht zum Einsatz und war somit nicht an dem ersten Sieg Indiens gegen England beteiligt. Sein Test-Debüt feierte er im folgenden Sommer auf der Tour in England. Beim Spiel in Leeds wurde er für ihn ungewohnt als Eröffnungs-Batter eingesetzt und erzielte 9 und 0 Runs. Daraufhin wurde er für die verbliebenen Tests nicht mehr eingesetzt. Seinen nächsten Einsatz in der Nationalmannschaft hatte er auf der Tour im folgenden Herbst gegen Pakistan. Er spielte im zweiten und fünften Test und seine beste Leistung waren 32 Runs. Zum Jahresanfang 1953 war er mit dem Team auf der Tour in den West Indies. Im ersten Test wurde er im hinteren Teil der Batting Order konnte er 43 und 24 Runs erzielen. Im zweiten Test der Serie kollidierte er beim Fielding mit Vijey Hazare und verletzte sich schwer an der Schulter, was für ihn das Aus in der Serie bedeutete. Daraufhin wurde er für viele Jahre nicht mehr in die Nationalmannschaft berufen.
In der Saison 1957/58 wurde er als Kapitän von Baroda berufen und konnte mit ihnen die Ranji Trophy gewinnen. Seine Rückkehr in die Nationalmannschaft absolvierte er auf der Tour der West Indies in Indien in 1958/59. Im letzten und bedeutungslosen Test der Serie konnte er mit einem Fifty über 52 Runs im zweiten Innings die beste Test-Runzahl seiner Karriere erzielen. Auf der Tour in England im Sommer 1959 sollte ursprünglich Hemu Adhikari die Rolle des Kapitäns übernehmen, verzichtete jedoch kurzfristig auf die Tour. Auf Initiative von Lala Amarnath, dem Chef der Selektoren, wurde daraufhin Gaekwad für diese Aufgabe vorgeschlagen. Indien verlor auf dieser Tour alle Spiele und seine beste Leistung waren 33 Runs im ersten Test. Daraufhin wurde er abermals nicht mehr für die Nationalmannschaft berücksichtigt. In der Ranji Trophy 1959/60 konnte er in einem Spiel gegen Maharashtra mit 249* Runs sein bestes First-Class-Ergebnis erzielen. Seinen letzten Test bestritt er bei einem einmaligen Einsatz auf der Tour gegen Pakistan im Januar 1961. Auch beendete er nach der Saison seine aktive Karriere im First Class Cricket, in der er für Baroda 3.139 Runs, ein Average von 47,56 und 14 Centuries erzielte.

## Nach seiner aktiven Zeit
In den 1960er Jahren war er Vize-Sekretär der Baroda Cricket Association. Er war auch als Trainer für Jugendmannschaften in den 1970er Jahren aktiv. Am 13. Februar 2024 verstarb er als ältester lebender indischer Test-Cricketspieler im Alter von 95 Jahren.